# 長安寺 (福知山市)
長安寺（ちょうあんじ）は、京都府福知山市奥野部にある臨済宗南禅寺派の寺院である。山号は医王山。西国薬師霊場第26番札所、丹波古刹十五ケ寺霊場13番札所。

## 歴史
1400年前、用明天皇の第三皇子・麻呂子親王（聖徳太子実弟）が、勅命で古丹波の国三上山に棲む鬼賊征討の途中、戦勝祈願のため、薬師如来を刻み、この地に奉祀されたことに始まる。
中世には、真言宗の鎮護国家の道場で、金剛山善行寺と称した。境内外に二十五カ寺の坊を有し、諸堂及び三重の塔など完備し、盛大であったが応永年間（1394年～1428年）に火災に遭い、焼失。永享12年（1440年）、幕府を中心に再興が進められ、長禄4年（1460年）、寛正2年（1461年）に幕府は丹波国に段銭を課して、再興を目指した。文明6年（1474年）悦堂禅師が寺域内に諸堂伽藍を再建。瑞鳳山長安寺に改めたとされる。永正8年（1511年）火災に遭い、烏有に帰する。天文13年（1544年）三光国師の玄孫勅賜眼光恵透禅師が追慕し、弘治元年（1555年）に諸堂を再興し、医王山を山号に改め、悦堂禅師を創建開山とする。安永10年（1781年）火災に遭い、焼失。天明4年（1784年）に建築し、現在に至る。

## 建物
- 大方丈(本堂)　天明4年(1784年)再建。本尊釈迦如来と脇侍仏、文殊・普賢両菩薩を安置。
- 仏殿(薬師堂) 文化13年(1816年)再建。秘仏薬師如来二対体の他、日光、月光、十二神将木像を安置。唐様様式建造物。腐朽甚だしい為、1936年(昭和11年)11月に大改修された。 [2]
- 開山堂　享和3年(1803年)再建。開山眼光恵透禅師の木像を安置。1877年(明治10年)、1935年(昭和10年)に修理したとされる。[2]
- 観音堂　昭和58年(1983年)設置。聖観世音菩薩安置。
- 売茶堂　平成11年(1999年)建立。煎茶の祖・月海元昭禅師を祀っている。
- 心経堂　昭和54年(1979年)建立。茶花道の研修道場としても利用。
- 庫裡
- 小方丈(隠寮)
- 鐘楼堂
- 経堂
- 鎮守弁財天　正徳3年(1713年)建立。福知山市で一番古い建物と言われている。木造入母屋破風屋根の神殿造。
- 山門　正徳3年(1713年)建立。

## ギャラリー

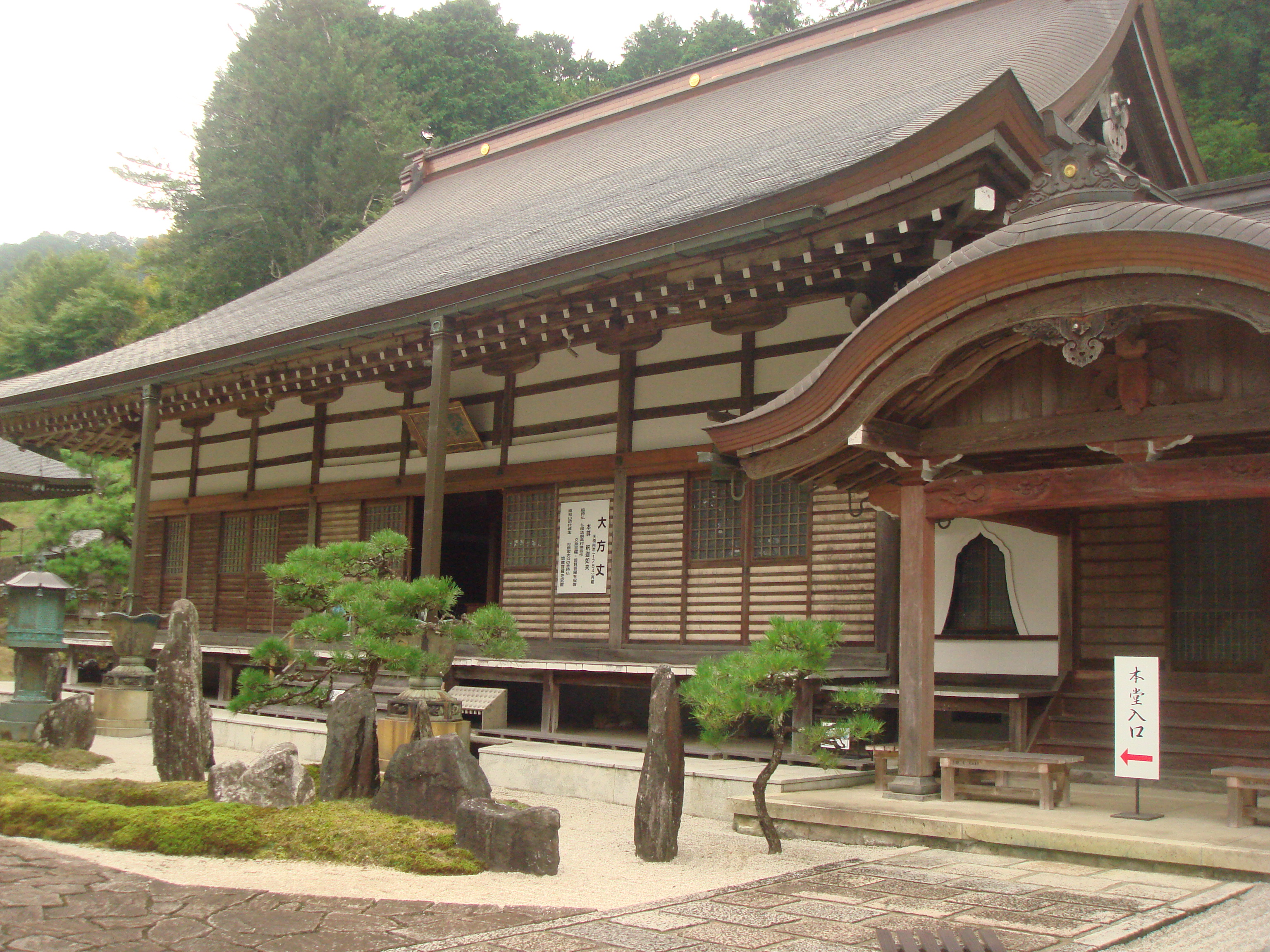
大方丈
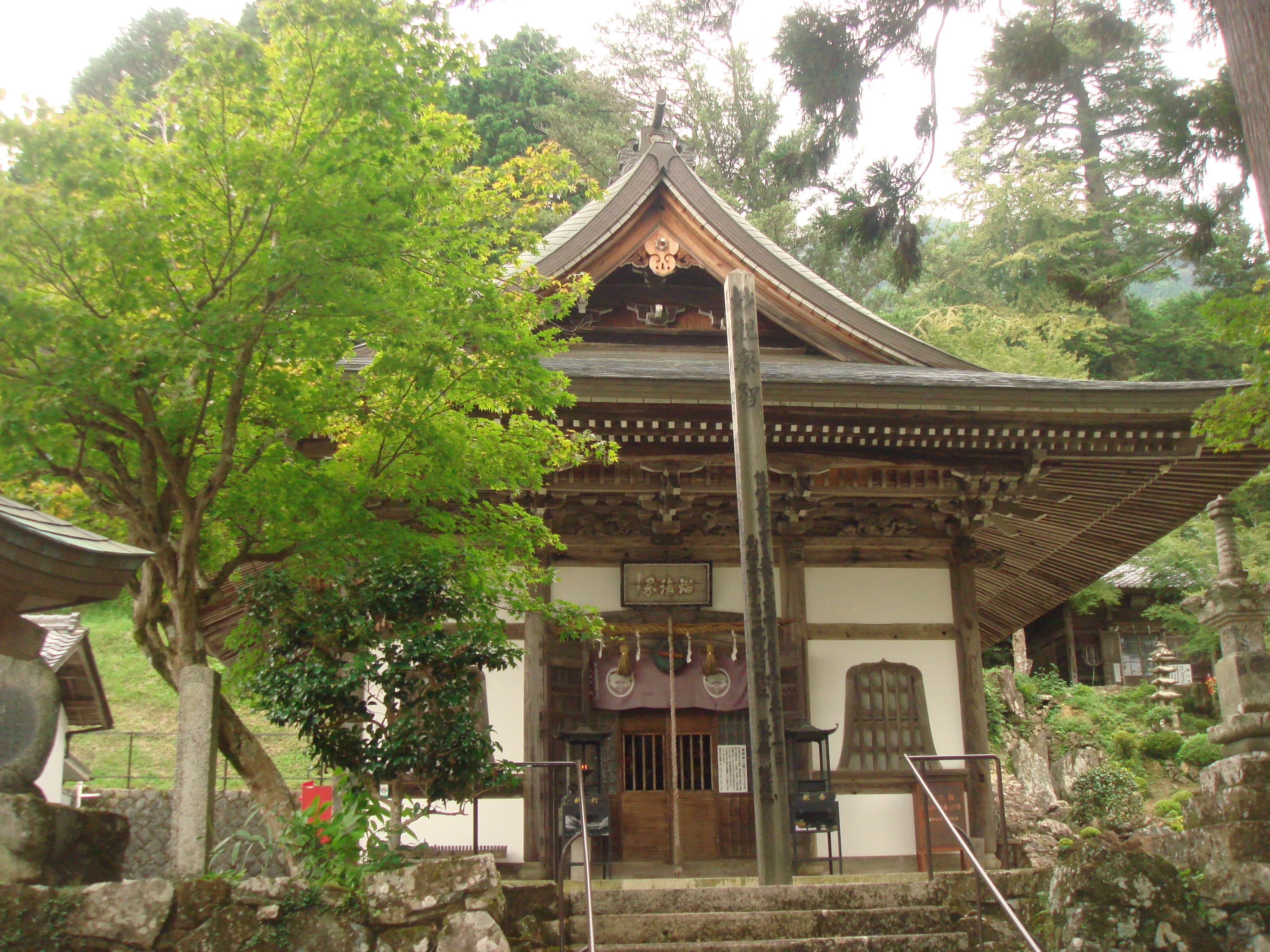
薬師堂
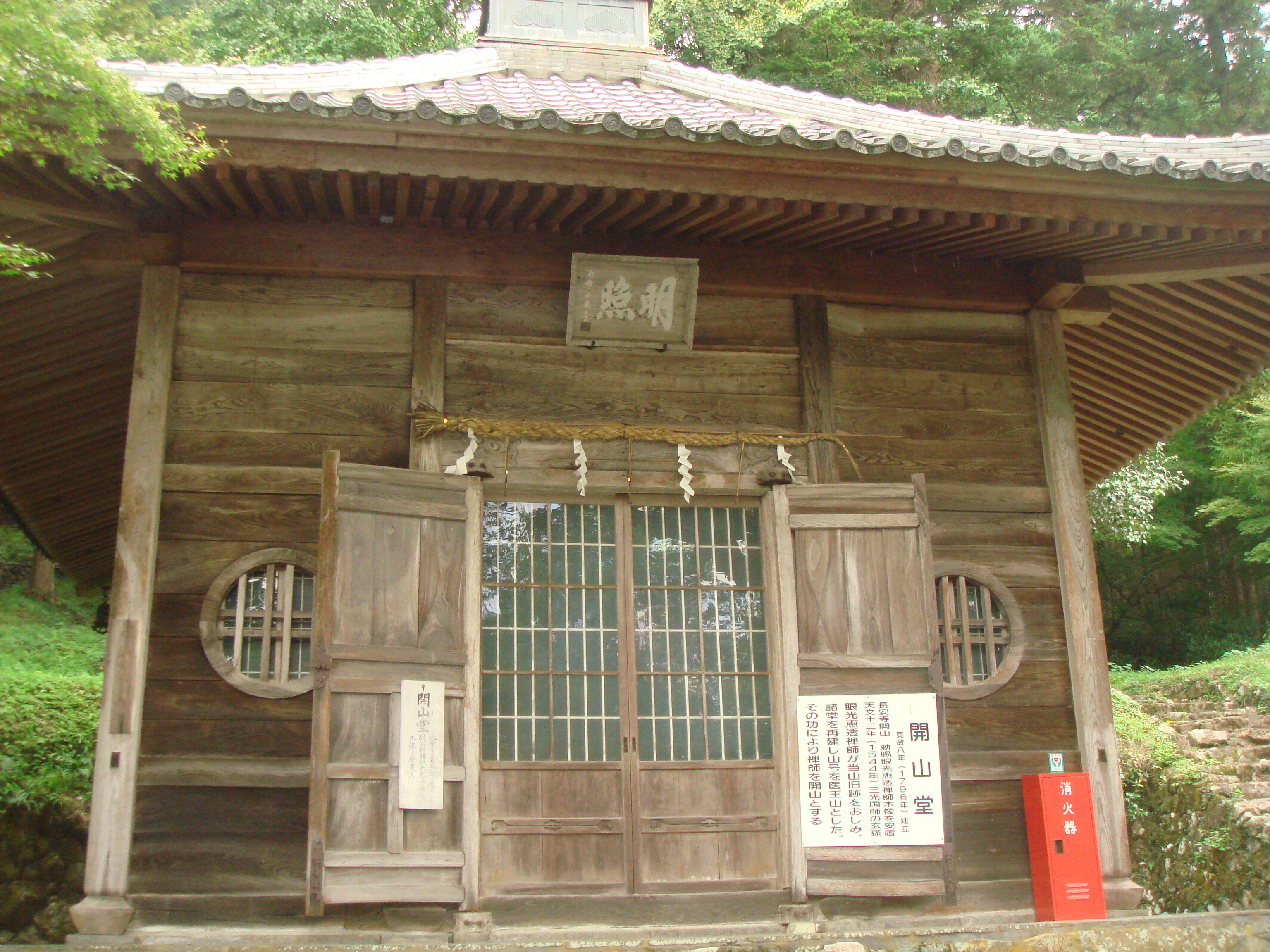
開山堂
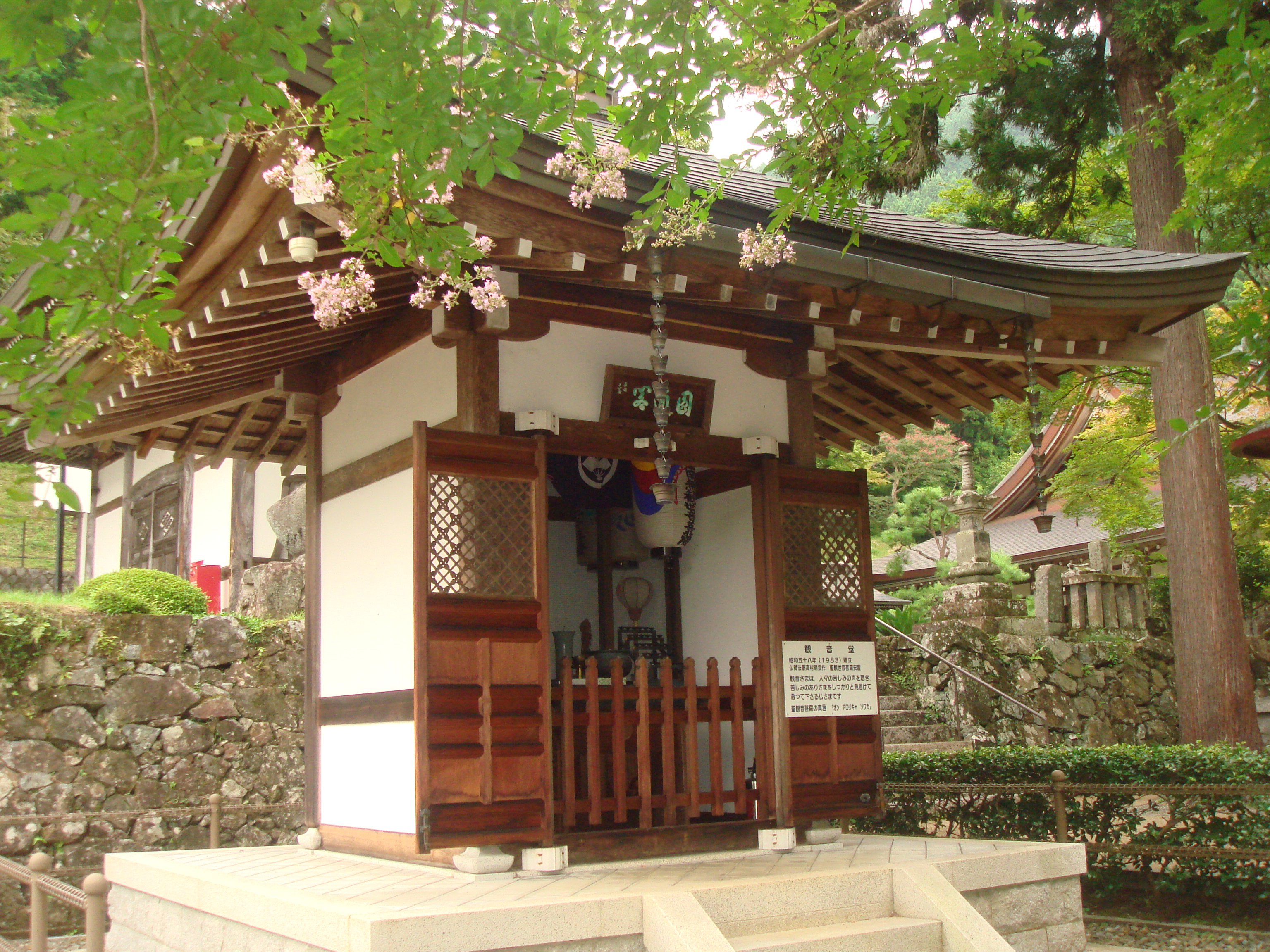
観音堂
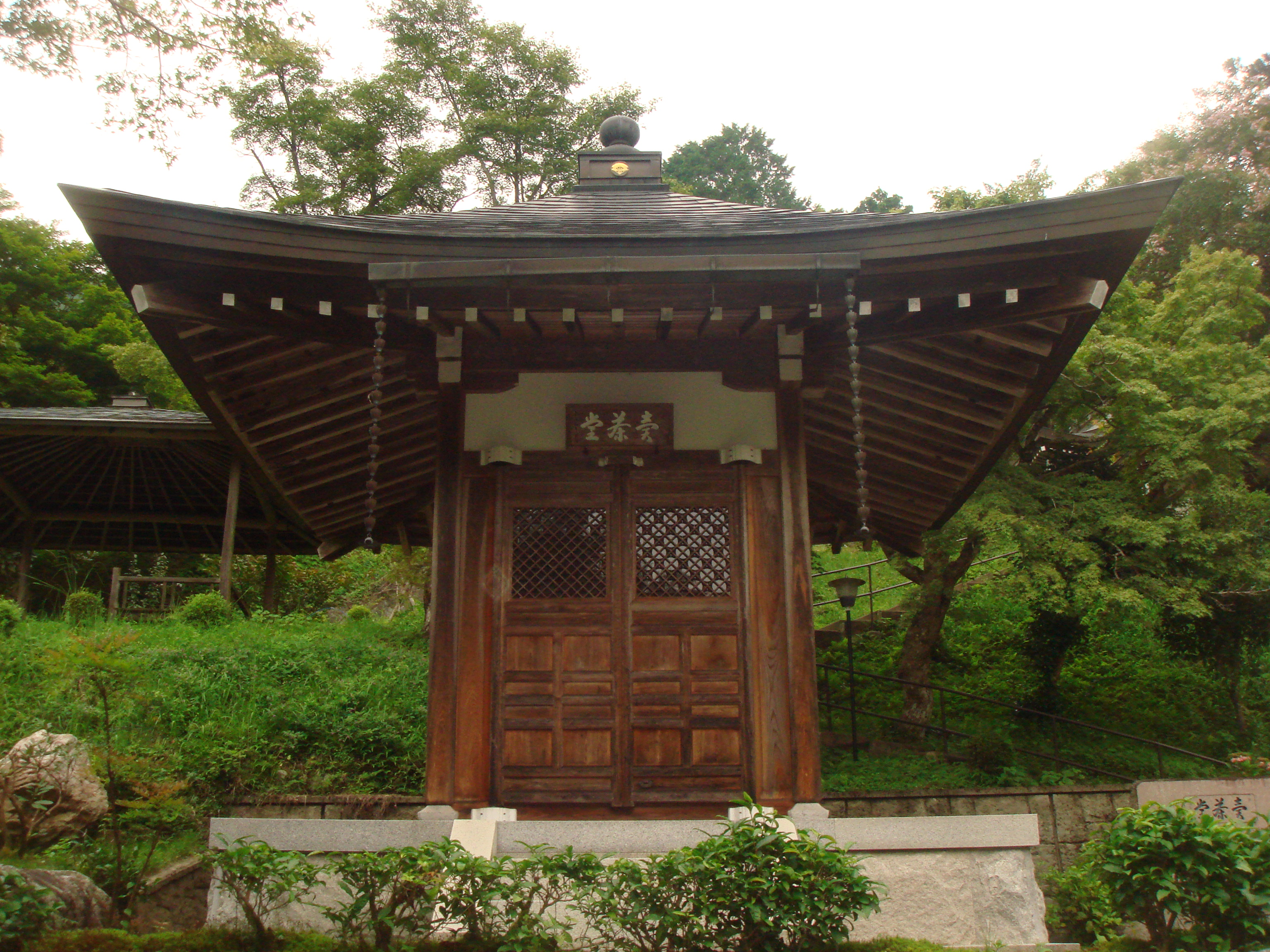
売茶堂

## 長安寺十景
長安寺は姫髪山麓にある名刹で、風光明媚三丹第一と言われている。文人墨客に愛され、長安寺十景の名がある。
- 瑠璃宝殿
- 姫髪峻嶺
- 千年老松
- 一株奇桜
- 楼上華鯨
- 門前版橋
- 四山積雪
- 城東朝賑
- 屋後嵐声
- 満渓宿霧

## 交通アクセス
- JR・丹鉄福知山駅からバスで10分。半田バス停から徒歩で20分。
- JR・丹鉄福知山駅から車で20分。